# Liste der Monuments historiques in Saint-Gervais (Val-d’Oise)
Die Liste der Monuments historiques in Saint-Gervais (Val-d’Oise) führt die Monuments historiques in der französischen Gemeinde Saint-Gervais auf.

## Liste der Bauwerke
| Bezeichnung                  | Beschreibung                  | Standort | Kennzeichnung | Schutzstatus | Datum | Bild           |
| ---------------------------- | ----------------------------- | -------- | ------------- | ------------ | ----- | -------------- |
| Schloss Magnitot             |                               | (Lage)   | PA00080194    | Inscrit      | 1977  | weitere Bilder |
| Kirche St-Gervais-St-Protais | Erbaut im 15./16. Jahrhundert | (Lage)   | PA00080195    | Classé       | 1909  | weitere Bilder |

## Liste der Objekte

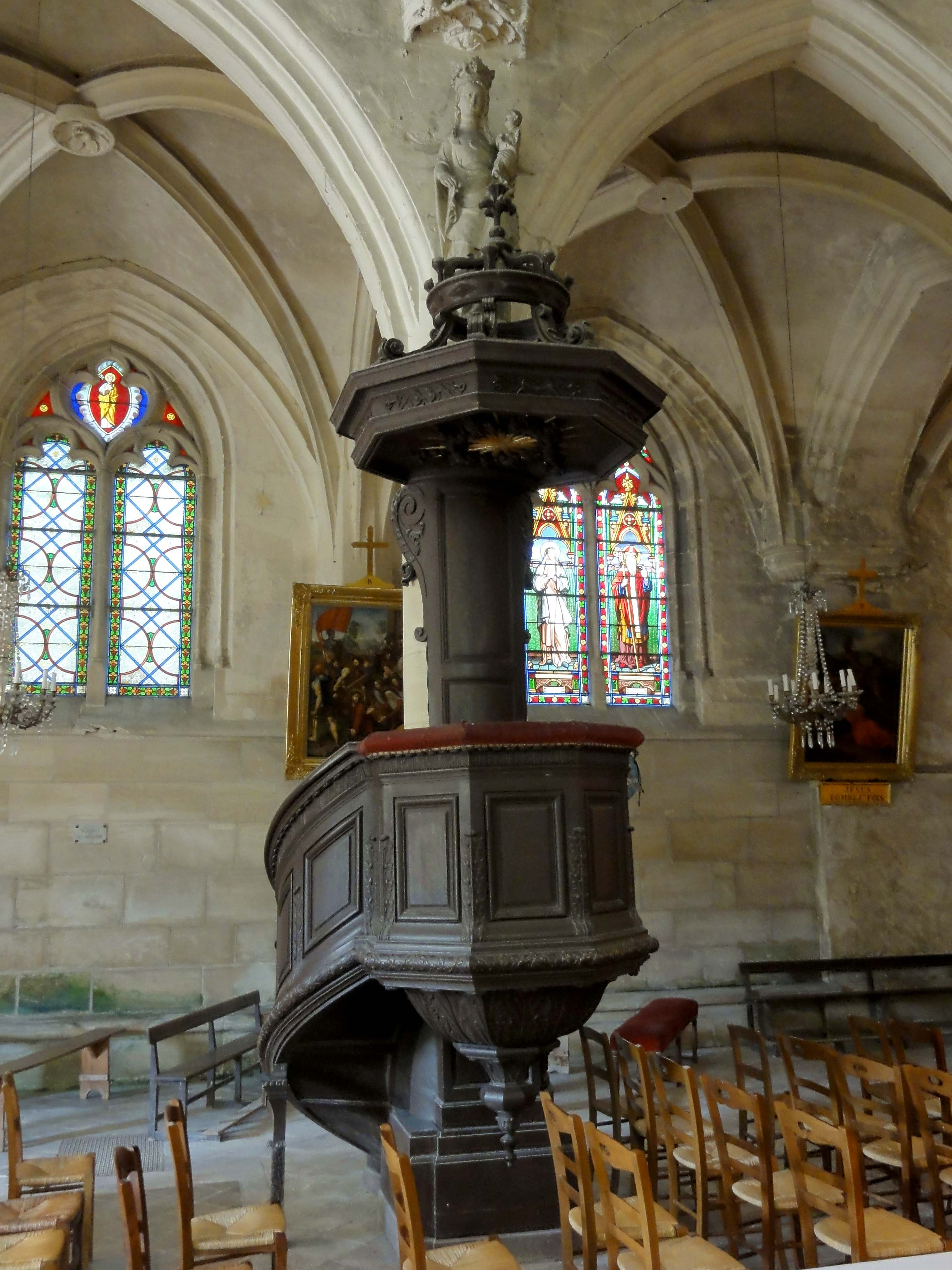
Kanzel aus dem Jahr 1719 in der Kirche St-Gervais-St-Protais

- Monuments historiques (Objekte) in Saint-Gervais in der Base Palissy des französischen Kultusministeriums